# Jonas Andersson (rallynavigator)
Jonas Andersson (Arvika, 1 januari 1977) is een Zweeds rallynavigator.

## Carrière
Jonas Andersson debuteerde in 2002 als navigator in de rallysport, naast Per-Gunnar Andersson. In het wereldkampioenschap rally namen ze met Suzuki deel aan het Junior World Rally Championship. In de seizoenen 2004 en 2007 werden ze hierin wereldkampioen. In 2008 waren ze onderdeel van het fabrieksteam van Suzuki met de Suzuki SX4 WRC. Hun beste resultaat waren twee vijfde plaatsen in Japan en Groot-Brittannië. Sinds 2009 was Andersson de navigator van Mads Østberg (al zou hij ook nog een aantal keren naast P-G Andersson plaatsnemen). In het 2011 seizoen kwamen ze uit voor het Stobart Ford team met de Ford Fiesta RS WRC. Ze eindigden dat jaar twee keer op het podium, in Zweden en Groot-Brittannië, in beide rally's als tweede.
Het duo won hun eerste WK-rally in Portugal in 2012, die zij oorspronkelijk ook als tweede eindigde, maar hierin promoveerde naar de winnende positie toen Mikko Hirvonen werd gediskwalificeerd na afloop van de rally. In de seizoenen 2014 en 2015 was Andersson samen met Østberg actief bij het fabrieksteam van Citroën, waarmee het duo nog een aantal podium resultaten wist te boeken. Nadat Østberg het team van Citroën verliet, heeft Andersson plaatsgenomen naast Pontus Tidemand bij Škoda.